# Кемпа-Жечицька
Кемпа-Жечицька (пол. Kępa Rzeczycka) — село в Польщі, у гміні Радомишль-над-Сяном Стальововольського повіту Підкарпатського воєводства.
Населення — 212 осіб (2011).
У 1975-1998 роках село належало до Тарнобжезького воєводства.

## Демографія
Демографічна структура станом на 31 березня 2011 року:
|          | Загалом | Допрацездатний вік | Працездатний вік | Постпрацездатний вік |
| -------- | ------- | ------------------ | ---------------- | -------------------- |
| Чоловіки | 99      | 14                 | 69               | 16                   |
| Жінки    | 113     | 13                 | 66               | 34                   |
| Разом    | 212     | 27                 | 135              | 50                   |